# August
August a címe Eric Clapton 1986. évi albumának.
Eric Clapton 1983-ban, a Money and Cigarettes című albumával jutott túl emberi mélypontján. Az August lemezcíme vélhetően megnövekedett önbizalmáról tanúskodik. (Az augusztus hónap az érettség jelképe.) Ezen a lemezen nem bluesos hangvételű, inkább rockos felvételek vannak. Clapton saját szerzeményeinek hangszerelése is gazdagodott, amit főleg a Tearing Us Apart című felvétel bizonyít.

## Az album dalai
1. It's in the Way You Use It – 4:11
2. Run – 3:39
3. Tearing Us Apart – 4:15
4. Bad Influence – 5:09
5. Walk Away – 3:52
6. Hung Up on Your Love – 3:53
7. Take a Chance – 4:54
8. Hold On – 4:56
9. Miss You – 5:06
10. Holy Mother – 4:55
11. Behind the Mask – 4:47
12. Grand Illusion – 6:23

## Közreműködők
- Eric Clapton  (gitár, ének)
- Greg Phillinganes (billentyűsök, háttérvokál)
- Nathan East (basszusgitár)
- Phil Collins (dob, ütősök, háttérvokál)